# Výzkumný reaktor LR-0
Výzkumný jaderný reaktor LR-0 je lehkovodní reaktor bazénového typu o nulovém výkonu. Nulovým výkonem jsou označovány reaktory, jejichž výkon je tak malý, že nevyžaduje nucenou cirkulaci chladicího média. Umístěn je v jedné z budov Centra výzkumu Řež, jež je součástí areálu UJV Řež sídlící u Prahy. Reaktor slouží jako vědecko-technická základna pro reaktory typu VVER (typ reaktoru provozovaný v ČR: JE Dukovany a JE Temelín, ruský koncept tlakovodního reaktoru) a PWR (západní koncept tlakovodního reaktoru). Mezi další výzkumné reaktory na území České republiky patří výzkumný reaktor LVR-15, jenž se také nachází v areálu UJV Řež, a školní výzkumný reaktor VR-1 Vrabec, který se nachází v budově laboratoří MFF UK a Fakulty jaderné a fyzikálně inženýrské (FJFI) ČVUT v pražské Troji.

## Historie
Původně byl v šedesátých letech 20. století reaktor budován jako těžkovodní nulového výkonu (tehdejší označení TR-0), který následně sloužil pro výzkum aktivní zóny energeticky provozovaného reaktoru KS-150 v tehdejší první československé jaderné elektrárně Jaslovské Bohunice A-1. Vzhledem ke změně orientace jaderné energetiky z těžkovodních reaktorů na lehkovodní, byl jeho provoz roku 1979 ukončen a následovala přestavba na experimentální reaktor lehkovodní. Do trvalého provozu byl uveden roku 1983.

## Konstrukce
Hlavní části reaktoru odpovídají prvkům v běžně provozovaných energetických tlakovodních reaktorech. Především se jedná o tyto části:
- Reaktorová nádoba – ta je v tomto případě unikátní ve světovém měřítku, a to hlavně proto, že je vyrobena z hliníku o vysoké čistotě (99,5 %), který je téměř neviditelný pro neutronový tok (má nízký absorpční průřez a existuje tedy malá šance, že dojde k záchytu letících neutronů), což z reaktoru dělá unikátní zařízení pro různá měření neutronových toků.
- Aktivní zóna – zde jsou uloženy palivové kazety, řídicí a regulační orgány, nebo případné suché kanály pro měřicí přístroje.
- Řídicí a regulační orgány – sem spadají především absorpční klastry sloužící k řízení výkonu reaktoru, havarijní klastry pro případ nutnosti odstavení reaktoru, či systém řízení koncentrace kyseliny borité.
- Moderátor reaktoru – slouží pro zpomalení rychlých neutronů vzniklých během štěpení na neutrony tepelné, jimiž lze vyvolat další štěpení uranu. V reaktoru tohoto typu se používá demineralizovaná voda.
- Palivo reaktoru – jedná se o zkrácenou verzi palivových kazet VVER-440 a VVER-1000, stejně tak obohacení paliva odpovídá hodnotám používaným na energetických reaktorech typu VVER.

Kromě výše zmíněných komponent reaktor obsahuje další části sloužící pro měření, regulaci a manipulaci s rozložením aktivní zóny. Dále zahrnuje dozimetrický systém sloužící k monitorování radiační situace v blízkosti reaktoru a neutronový zdroj pro bezpečné spouštění reaktoru. Konkrétně se jedná o kaliforniový zdroj, který je umístěný v kontejneru pod nádobou reaktoru a který poskytuje první neutrony pro start štěpné řetězové reakce. Mezi další unikátnosti tohoto reaktoru patří možnost jeho řízení změnou hladiny vody v reaktorové nádobě, s čímž je spojen tzv. kritický experiment. Účelem tohoto experimentu je dosáhnutí kritického stavu reaktoru o určité konfiguraci aktivní zóny za pomoci zvyšování hladiny vody.
Maximální dosahovaný tepelný výkon je 1 kW (v běžném energetickém reaktoru dosahuje tepelný výkon např. 3000 MW), ten při daných rozměrech aktivní zóny nestačí dlouhodobě ohřát chladicí vodu ani o jeden Celsiův stupeň. Nicméně i při takto nízkém výkonu platí stejné fyzikální zákony jako v mnohem větších energetických reaktorech.

## Použití reaktoru
Reaktor je primárně využíván pro experimenty v oblasti fyziky aktivní zóny, stínění lehkovodních reaktorů typu VVER (popř. PWR) a experimenty související se skladováním vyhořelého paliva z jaderných elektráren. Další důležitou částí výzkumu je modelování a experimentální ověřování radiačního poškození materiálů vnitřních komponent reaktoru a reaktorových nádob.